# 鹿屋市立鹿屋中学校
鹿屋市立鹿屋中学校（かのやしりつ かのやちゅうがっこう）は、鹿児島県鹿屋市打馬二丁目にある公立中学校。鹿屋市の公立小学校のうち、鹿屋小学校・祓川小学校・東原小学校の児童の主な進学先となる。

## 歴史
1947年（昭和22年）に鹿児島県農学校（県立鹿屋農業高校の前身）や県立鹿屋工業高校があった敷地に鹿屋市立祓川中学校（かのやしりつ はらいがわちゅうがっこう）として開校。校名が鹿屋中学校でなかったのは当時旧制中学校の鹿児島県立鹿屋中学校（県立鹿屋高校の前身）が存在したためである。
1954年（昭和29年）に現在の校名に変更。1987年（昭和62年）4月に寿小学校・寿北小学校校区の生徒を対象とした鹿屋東中学校が分離開校。分離直前は1学年10 - 11クラスのマンモス校で、分離により半数の生徒が鹿屋東中学校へ移籍した。

### 年表
- 1947年5月1日 - 鹿屋市立祓川中学校として開校。
- 1954年4月1日 - 現在の校名（鹿屋市立鹿屋中学校）に変更する。
- 1957年 - 鹿屋市内の中学校としては初の特殊学級を設置。
- 1987年4月 - 鹿屋東中学校が分離開校する。
- 2005年7月 - 鹿屋中学校新校舎完成。

## 著名な出身者
- 大和 - プロ野球選手
- サンシャイン池崎 - お笑い芸人
- 濱野千穂 - 柔道家